# Дечаков живот
Дечаков живот (енгл. This Boy's Life) је америчка драма из 1993. режисера Мајкла Кејтона-Џоунса, снимљена по мемоарима Тобајаса Вулфа. Главне улоге тумаче Леонардо Дикаприо, Роберт де Ниро и Елен Баркин, а споредне Крис Купер, Карла Гуџино, Елајза Душку и Тоби Магвајер, коме је ово била прва филмска улога.